# Luminol
Luminol (C8H7N3O2) là một chất hóa học linh hoạt có thể phát quang, với ánh sáng xanh nổi bật, khi trộn với tác nhân oxy hóa thích hợp. Đây là tinh thể rắn là một màu trắng hơi vàng có thể hòa tan trong dung môi hữu cơ, nhưng không tan trong nước.
Luminol được sử dụng bởi các nhà điều tra pháp y để phát hiện dấu vết của máu trái tại địa điểm phạm tội vì nó phản ứng với sắt trong hemoglobin. Nó cũng được sử dụng bởi các nhà sinh vật học trong tế bào thử nghiệm để phát hiện các chất như đồng, sắt, và xyanua.

## Thư viện ảnh

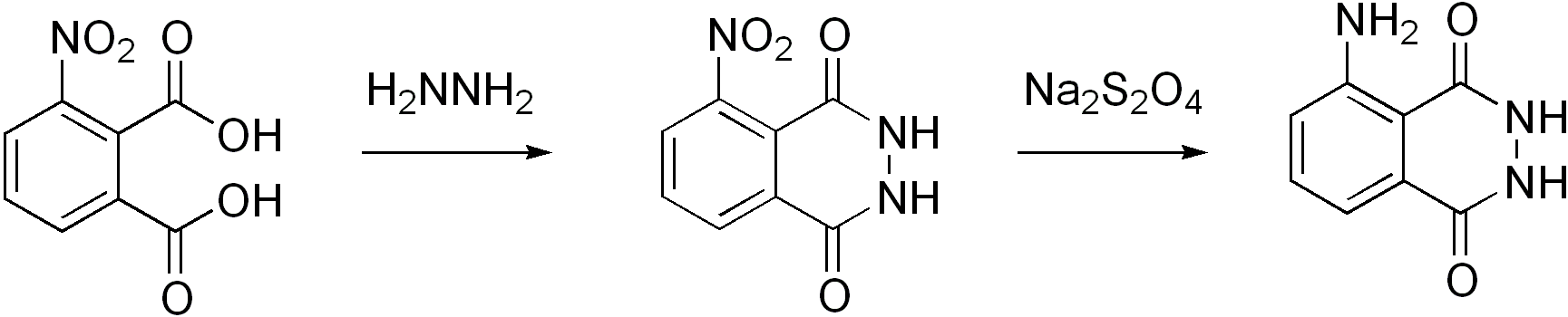
Công thức phân tử
Phân tử gây phát quang trong luminol
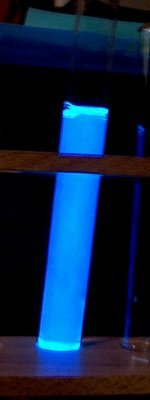
Luminol
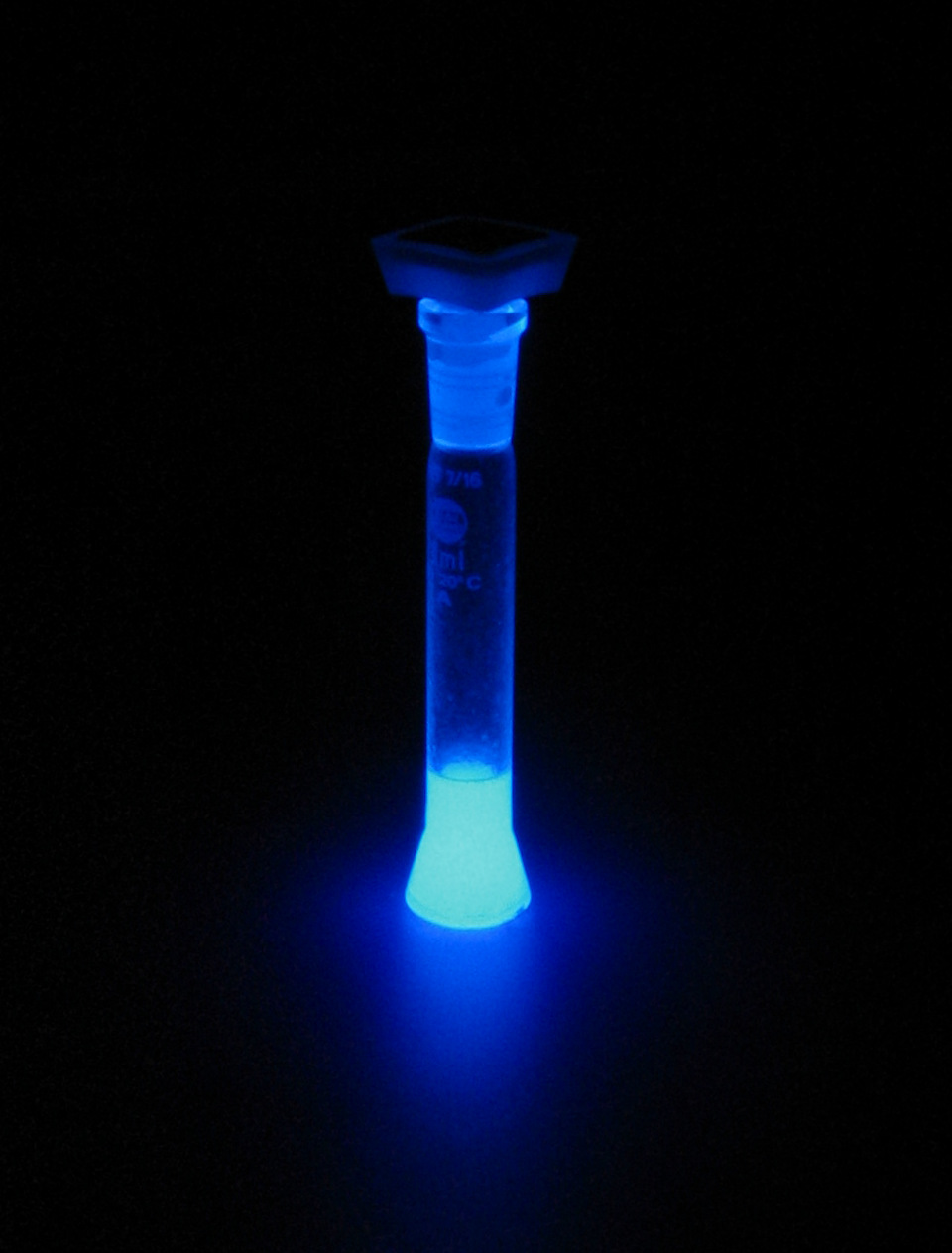
Phát quang
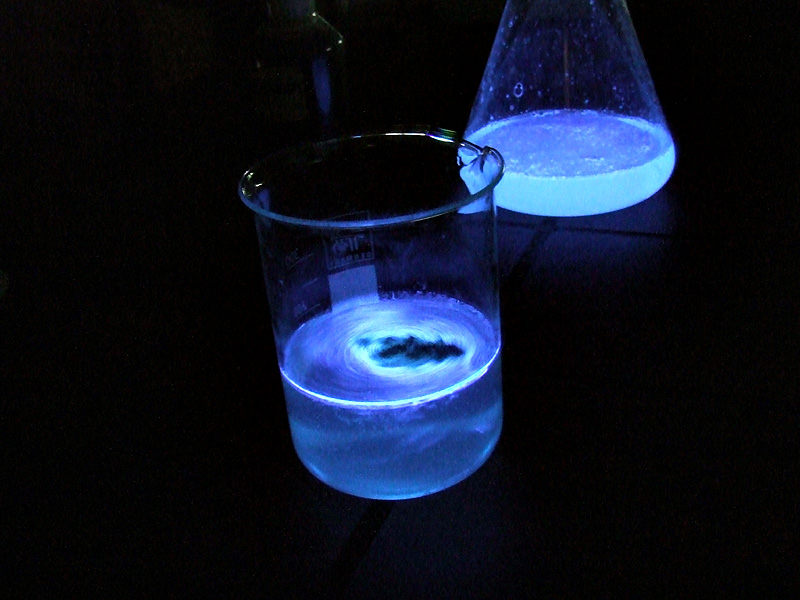
Luminol và Hemoglobin